# Agrometeorología
La Agrometeorología es la ciencia que estudia las condiciones meteorológicas, climáticas e hidrológicas y su interrelación en los procesos de producción agrícola. Afirma cuando se debe cultivar ya que no siempre se puede cultivar; Dice cuándo se acercan sequías, tornados, precipitaciones, huracanes, etc.

## Agroclimatologia
Estudia el tiempo atmosférico y facilita apoyo a las actividades agrícolas. Usa registros existentes del clima y métodos estadísticos para obtener promedios, frecuencias y probabilidades.

## Elementos del tiempo y del clima
- Radiación
- Insolación
- Temperatura
- Humedad
- Presión
- Vientos
- Evaporación
- Precipitación
- Nubosidad

## Factores del tiempo y del clima
- Latitud
- Altitud
- Corrientes oceánicas
- Masas de aire
- Tormentas

## Microclima y macroclima
• Macroclima: condiciones climáticas que se dan en una zona muy amplia.
• Microclima: clima de los alrededores inmediatos de algún fenómeno de la superficie terrestre y en particular alrededor de las plantas o grupo de plantas.

## Sistema agroclimático
Incorpora propiedades físicas de la atmósfera-superficie del terreno-suelo y de las interacciones vegetación-hidrología en la planeación y el manejo de los productos agrícolas.

## Objetivo del sistema agroclimático
Alcanzar un nivel óptimo de producción sostenible mediante el uso de la información del tiempo atmosférico y clima, sin deterioro del ambiente.